# Window Shopper
Singles de 50 Cent
Hustler's Ambition
(2005) Best Friend
(2005)
Window Shopper est une chanson de 50 Cent extrait de la bande originale de Réussir ou Mourir qui sera un succès en 2004. La chanson est basée sur un sample de Burnin' and Lootin' de Bob Marley.

## Classement
Il a été le premier single (aux USA) et le premier single (au Royaume-Uni et l'Australie). Le single a atteint la 2e place sur Billboard Hot 100.

## Clip
Filmé à Monaco et à Cannes, le clip montre la façon dont 50 Cent gère son argent. Il contient aussi des extraits du film Réussir ou Mourir.

## Position dans les charts
| Classement (2005)              | Meilleure position |
| ------------------------------ | ------------------ |
| Australie (ARIA)               | 13                 |
| Allemagne (Media Control AG)   | 20                 |
| Royaume-Uni (UK Singles Chart) | 33                 |
| Tchéquie (IFPI Rádio)          | 29                 |
| États-Unis (Hot 100)           | 20                 |
| États-Unis (Rap Songs)         | 9                  |
| États-Unis (R&B/Hip-Hop Songs) | 14                 |
| États-Unis (Pop 100)           | 41                 |

## Parodie
Lily Allen a écrit une parodie de cette chanson appelé Nan, You're a Window Shopper qui parle de sa grand-mère.